# Carex alsophila
Espèce
Classification phylogénétique
Carex alsophila est une espèce de plantes du genre Carex et de la famille des Cyperaceae.